# 刘福 (少将)
刘福（1913年—1987年），江西永新县埠前镇湖田村人。中国人民解放军开国大校、中国人民解放军少将。

## 生平
1930年参加中国工农红军。次年加入中国共产党。

### 土地革命战争时期
刘福曾任第一军团排长、医院管理员，参加了中央苏区反“围剿”和长征。

### 抗日战争时期
刘福任晋察冀军区大队教导员、团政委。他参加了百团大战和石家庄等战役。

### 中华人民共和国成立后
建国后，刘福历任北京市公安总队政委,北京市公安局副局长兼民警总队政委，北京卫戍区政委、顾问。他是第五届全国政协委员。
1962年，刘福被授予少将军衔。他荣获三级八一勋章、二级独立自由勋章、二级解放勋章。
1987年10月，刘福在北京逝世，终年74岁。